# Au in der Hallertau

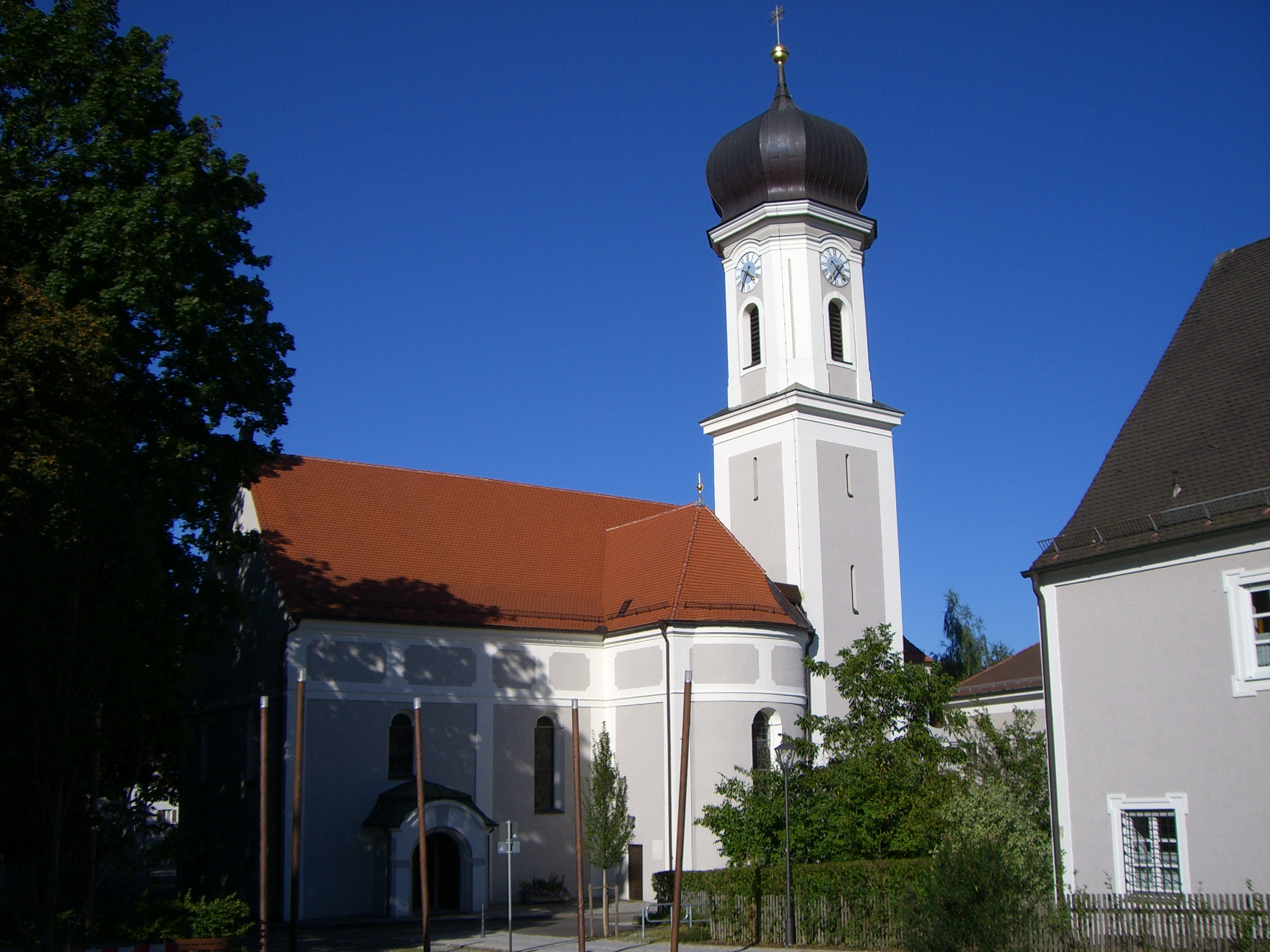
Kościół pw. św. Wita (St. Veit)

Au in der Hallertau, Au i.d. Hallertau – gmina targowa w Niemczech, w kraju związkowym Bawaria, w rejencji Górna Bawaria, w regionie Monachium, w powiecie Freising. Leży około 20 km na północ od Freising, nad rzeką Abens, w Hallertau, przy drodze B301 i linii kolejowej Rohrbach – Au in der Hallertau.

## Dzielnice
| - Abens - Dellnhausen - Dobl - Grubanger - Günzenhausen - Haarbach - Halsberg - Harham - Haslach - Held - Hemhausen | - Herbersdorf - Hirnkirchen - Hofen - Holzhof - Holzmair (bei Haslach) - Holzmair (bei Reicherts.) - Holzschmud - Kleintonhof - Königsgütler - Kranzberg - Kreiden | - Kürzling - Leitersdorf - Mösbuch - Mooshof - Neuhub - Neuhuber - Osseltshausen - Osterwaal - Piedendorf - Reichertshausen - Reith | - Rohregg - Rudertshausen - Schausgrub - Scheckenhausen - Seysdorf - Sillertshausen - Sindorf - Trillhof - Willertshausen - Wolfersdorf - Zimmerhans |

## Demografia

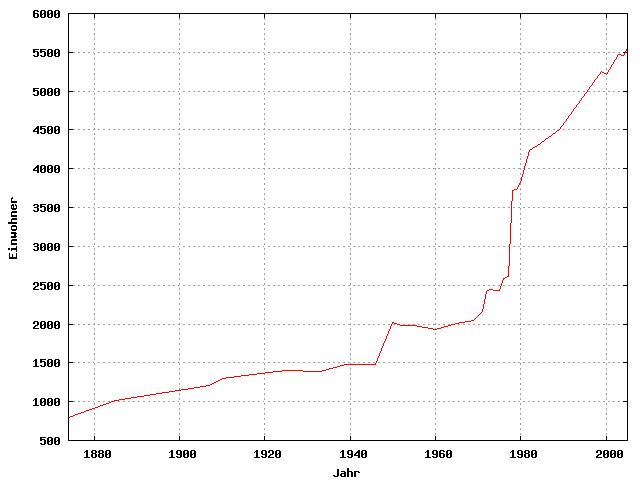
Zmiana liczby mieszkańców

| Rok  | L. mieszkańców |
| ---- | -------------- |
| 1809 | 527            |
| 1874 | 801            |
| 1885 | 1 010          |
| 1907 | 1 214          |
| 1910 | 1 293          |
| 1919 | 1 367          |
| 1925 | 1 403          |
| 1933 | 1 388          |
| 1939 | 1 481          |
| 1946 | 1 475          |

| Rok  | L. mieszkańców |
| ---- | -------------- |
| 1950 | 2 022          |
| 1955 | 1 976          |
| 1960 | 1 936          |
| 1965 | 2 013          |
| 1971 | 2 159          |
| 1972 | 2 424          |
| 1975 | 2 428          |
| 1976 | 2 588          |
| 1978 | 3 718          |
| 1980 | 3 826          |

| Rok  | L. mieszkańców |
| ---- | -------------- |
| 1982 | 4 234          |
| 1984 | 4 305          |
| 1989 | 4 508          |
| 1994 | 4 912          |
| 1999 | 5 250          |
| 2000 | 5 209          |
| 2003 | 5 467          |
| 2004 | 5 461          |
| 2005 | 5 552          |
| 2008 | 5 571          |

### Struktura wiekowa
Dane o ludności z 31 grudnia 2008:
| Opis                                | Ogółem | Ogółem | Kobiety | Kobiety | Mężczyźni | Mężczyźni |
| ----------------------------------- | ------ | ------ | ------- | ------- | --------- | --------- |
| Jednostka                           | osób   | %      | osób    | %       | osób      | %         |
| Populacja                           | 5571   | 100    | 2721    | 48,84   | 2850      | 51,16     |
| Wiek przedprodukcyjny (0–17 lat)    | 1098   | 19,71  | 511     | 9,17    | 587       | 10,54     |
| Wiek produkcyjny (18–65 lat)        | 3618   | 64,94  | 1735    | 31,14   | 1883      | 33,8      |
| Wiek poprodukcyjny (powyżej 65 lat) | 855    | 15,35  | 475     | 8,53    | 380       | 6,82      |

## Polityka
Wójtem gminy jest Karl Ecker, rada gminy składa się z 20 osób.
|      | CSU/PW | FWG | Razem |
| 2008 | 8      | 12  | 20    |
| 2002 | 8      | 12  | 20    |